# St.-Nikolai-Kirche (Edewecht)

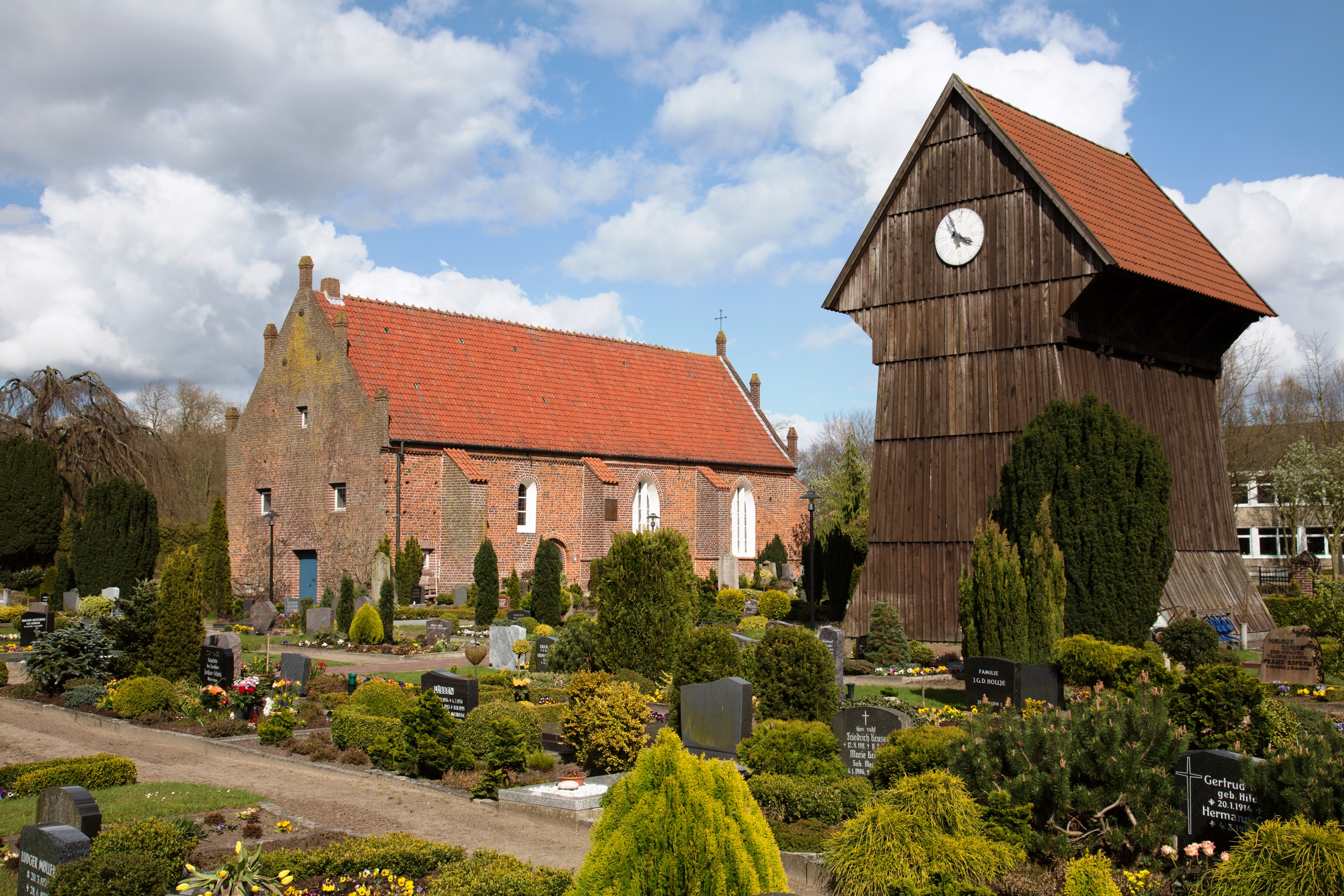
St. Nikolai-Kirche in Edewecht

Die St.-Nikolai-Kirche ist eine evangelisch-lutherische Kirche in Edewecht im Landkreis Ammerland in Niedersachsen.
Die Kirche wurde im späten 13. Jahrhundert erbaut. Der rechteckigen Einraumkirche wurde in der ersten Hälfte des 15. Jahrhunderts das Chorjoch im Osten hinzugefügt. Im 16. Jhd. wurde sie durch ein Halbjoch im Westen erweitert. Ihre Maße betragen 24,9 m mal 7,1 m. Der hölzerne Glockenturm brannte im Zweiten Weltkrieg im April 1945 ab. Er wurde 1950 nach altem Vorbild erneuert.

## Ausstattung

### Wandmalerei
In den hoch aufstrebenden gebusten Kreuzrippengewölben fand der Oldenburger Maler Wilhelm Morisse 1907 anlässlich einer Restaurierung zwei Fresken, „die er nach eigenen Vorstellungen ergänzte.“  In dem Gewölbe über dem Altar ist die Marienkrönung und in dem über der Kanzel das Jüngste Gericht dargestellt. Beide stammen aus dem 15. Jahrhundert. An der Wand links vom Altar wurden die Umrisse eines Sakramentshäuschens und ein Apostelkreuz freigelegt. Die Ranken an den Gewölberippen wurden nach den originalen Mustern wiederhergestellt.

### Altar

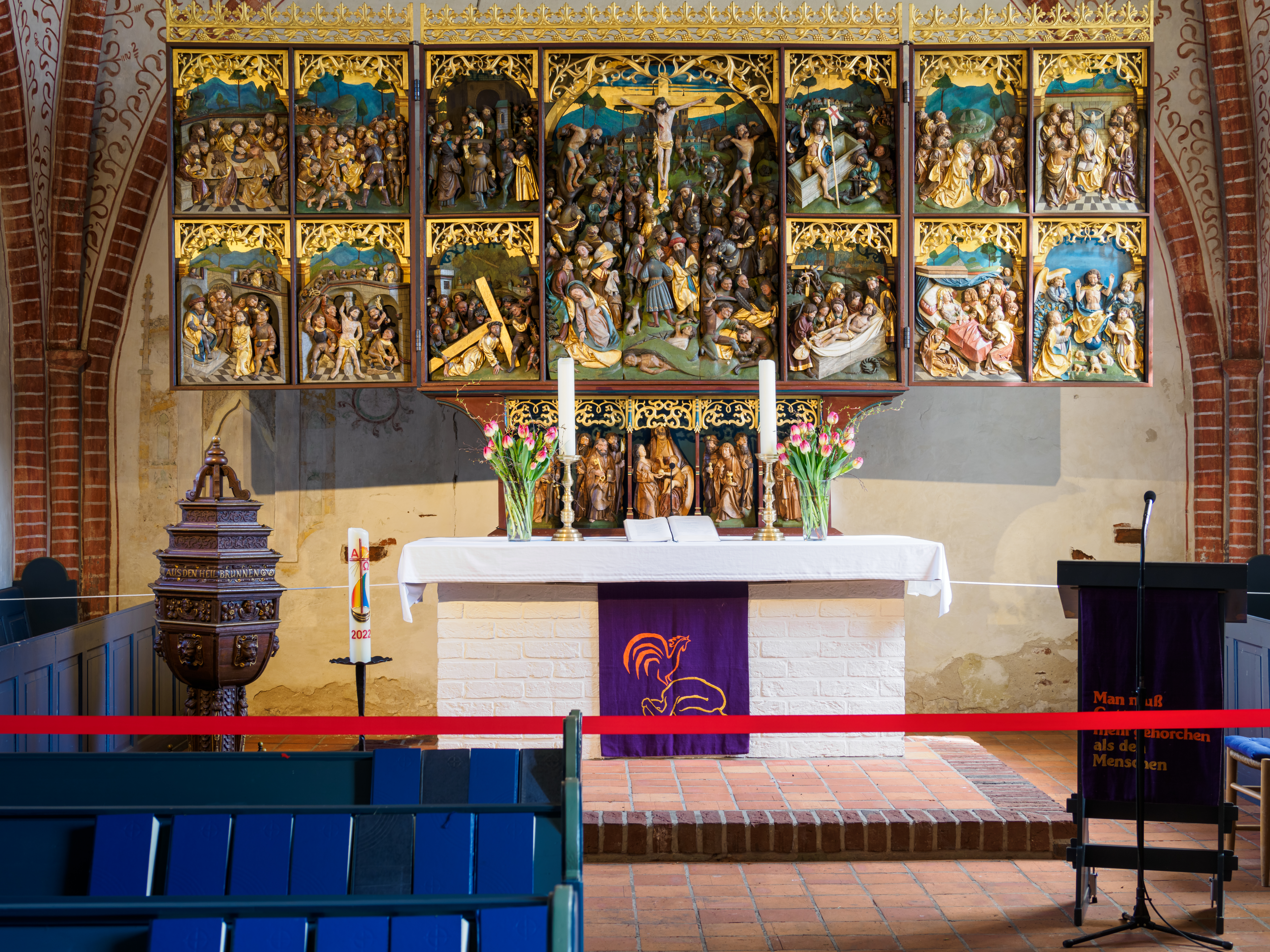
Altar der St.-Nikolai-Kirche in Edewecht

Das Retabel des Passionsaltars aus der Zeit um 1520/25 ist „eine gute Arbeit eines Schülers aus der Werkstatt des Meisters von Osnabrück“. Es zeigt in der Mitte die Kreuzigungsszene auf dem Kalvarienberg, links davon Christus vor Pilatus, sein Fall unter dem Kreuz und rechts die Grablegung und Auferstehung. Die Flügel und die Apostel wie die Anna selbdritt in der Predella sind Kopien der Originale, die sich im Landesmuseum zu Oldenburg befinden. Lothar Bühmer schuf sie 1999–2002. Dargestellt sind auf dem linken Flügel das Abendmahl, der Judaskuss, Christus vor Pontius Pilatus und die Geißelung und auf dem rechten Flügel die Himmelfahrt Jesu, Pfingsten, die Entschlafung Mariens wie das letzte Gericht.

### Kanzel
Die Kanzel wurde 1653 von Meister Tönnies Mahler aus Leer nach Augenschein der Münstermannschen Kanzel in Apen angefertigt. Auf der Treppe findet man in den Bogennischen die Tugenden Glaube, Hoffnung, Liebe und Gerechtigkeit. Zwischen ihnen sind an der Treppe die Apostel Petrus, Andreas, Jakobus der Jüngere und Johannes sowie am Kanzelkorb die Evangelisten Matthäus, Markus, Lukas und Johannes sowie den Apostel Paulus in Form von Hermen geschnitzt. In den Bogennischen am Kanzelkorb sind die Verkündigung, die Geburt Jesu, die Beschneidung Jesu und die Anbetung durch die Dreikönige dargestellt. Auf der Treppe und dem Kanzelkorb ist zudem der 52.7 Vers von Jesaija zu lesen: WIE LIEBLICH SINDT AVF DEN BERGEN DIE FUSSE DER BOTHEN DIE DA FRIEDE VERKVNDIGEN GVETS PREDIGEN /HEIL VERKÜNDEN. Und auf dem Schalldeckel steht: VERBUM DOMINI MANET IN AETERNUM – Gottes Wort bleibt in Ewigkeit. Am Kanzelkorb ist die Hausmarke des Pastors und die Initialen M. G. G. sowie die der Juraten Dirk Fitje, Oltman Rodlie und Claus Deye angebracht. Die Kanzel kostete 128 Reichsthaler.

### Taufe
Die Taufe stammt wahrscheinlich auch von Meister Tönnies Mahler. Sie ist am Schaft mit Hermen und sonst mit Akanthusranken, Cherubim und Löwenköpfen geschmückt. Am Deckel liest man: ANNO 1656/ESA 12:IHR WERDETT MIT FREWDEN WASSER SCHOPFEN AUS DEM HEILSBRUNNEN.

### Orgel

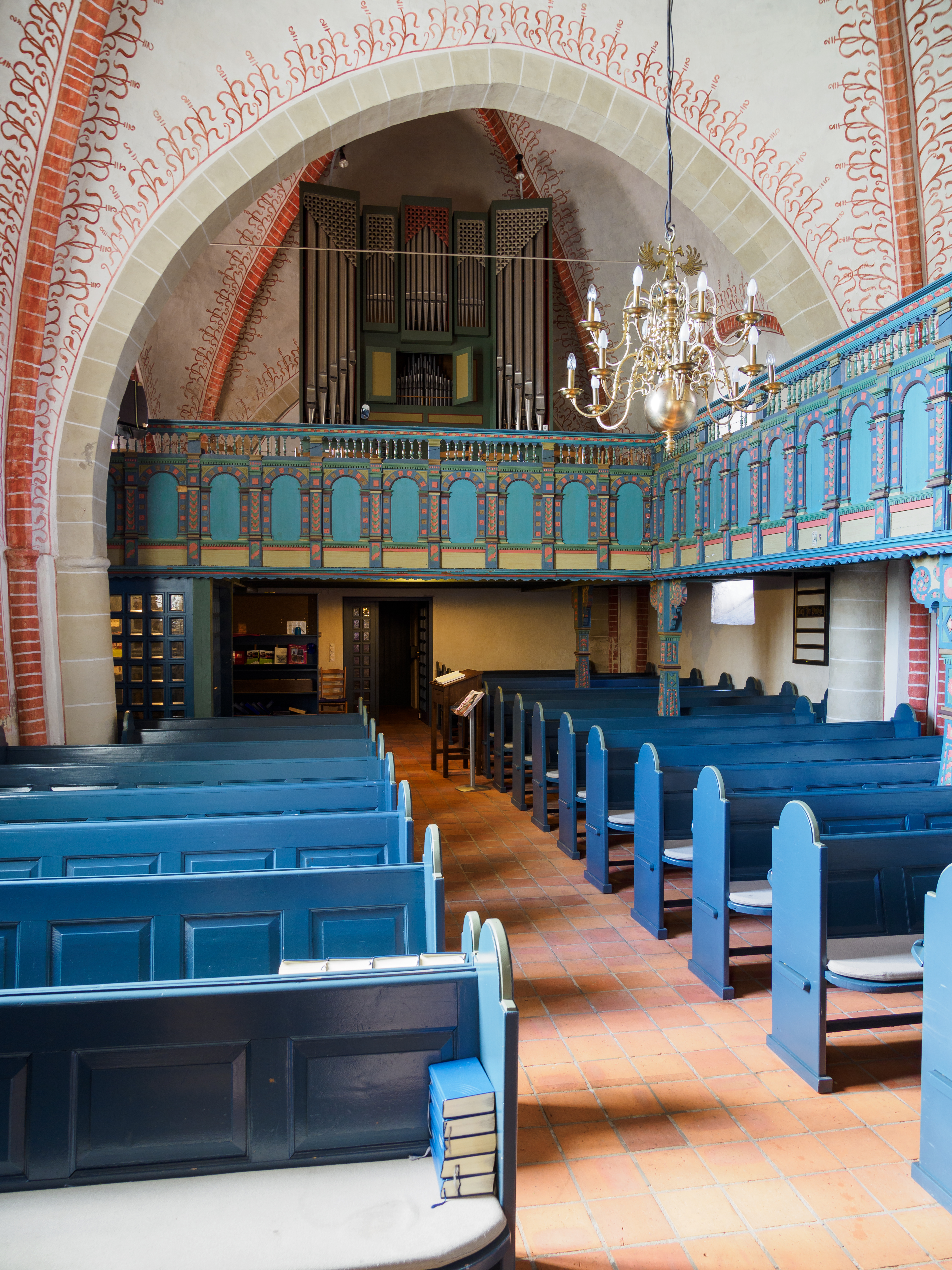
Gestühl und Orgel

Die erste Orgel mit zehn Stimmen lieferte 1718 Christian Vater (Hannover), ein ehemaliger Geselle von Arp Schnitger. Sie bekam 1757 ein Pedal mit sechs Registern von der Firma J. H. Klapmeyer (Oldenburg). 1861 ersetzte der Orgelbauer Schmid II (Oldenburg) die Orgel samt Prospekt. Die jetzige Orgel bauten die Gebrüder Hillebrand GmbH Orgelbau (Isernhagen bei Hannover). Sie besitzt zwei Manuale und Pedal mit 14 Registern. Eine Überholung erfolgte 2019.

### Glocken
Im hölzernen Turm befinden sich zwei Glocken. Eine von 1777 wurde, weil sie einen Riss hatte, 1804 vom Glockengießer Alexius Petit aus Vechta umgegossen und die andere 1483 für die St.-Marien-Kirche in Stolp, Pommern, gegossen.